# 緑ドン
『緑ドン 花火の起源探究之巻』（みどりドン　はなびのきげんたんきゅうのまき）は、2009年5月よりエレコが製造、アルゼが販売した5号機のパチスロ機。保通協における型式名は「緑ドン9」。
ボーナスとアシストリプレイタイム（ART）「万里遊戯」（ばんりゲーム）によって出玉を増やす機種である。販売台数は2010年3月末現在で約4万台。

## 概要
5号機の花火シリーズとしては3機種目となる。なお「青ドン」「赤ドン」がミズホの製造であったのに対し、本機から新筐体・「マスカレード」を採用したのに伴い、製造元が「花火百景E」以来となるエレコに替わっている。
ARTは赤ドンにもあったものだが、今回はループ率管理のARTとなっており、ループ率は最大95%まで用意されているため、一撃数千枚の出玉が期待できる。

## ART「万里遊戯」
ARTは50ゲーム1セット、1ゲーム当たりの純増枚数は約1.3枚。
ART突入の抽選はボーナス中・通常時のどちらでも行っていて、ART突入権利を得た場合は、ボーナス直後あるいは256ゲーム周期で突入するチャンスゾーン中にARTに突入するための特殊リプレイの押し順ナビが発生しARTに入る。
ART中は、決められたループ率に応じた確率で毎ゲームARTの継続抽選を行っているほか、次回ボーナス当選までARTがループする「ロケットモード」への昇格もある。
なお、256ゲーム周期のチャンスゾーンでボーナス後で5回ARTに突入しなかった場合、その次の周期からART（ロケットモード）に突入できる（天井機能）。